# Oliver Braun
Oliver Braun (* 19. März 1973 in Hannover, Niedersachsen) ist ein deutscher Sportmanager und ehemaliger Basketballspieler. Braun stand im Aufgebot von Alba Berlin, als die Mannschaft im Korać-Cup 1995 den ersten europäischen Titelgewinn einer deutschen Vereinsmannschaft gewann. Nach dem Ende seiner Spielerlaufbahn war Braun von 2007 bis 2014 Sportdirektor und Geschäftsführer der Profimannschaft NewYorker Phantoms aus Braunschweig in der höchsten deutschen Spielklasse Basketball-Bundesliga (BBL). 2020 trat er in Braunschweig eine zweite Amtszeit an.

## Leben
Braun begann seine Karriere beim Turn-Klubb Hannover, der 1993 in der 2. Bundesliga Nord Meister wurde und in die höchste Spielklasse aufstieg. Braun verließ den Verein und wechselte zur Bundesliga-Saison 1993/94 nach Süddeutschland zum Erstligisten BG Stuttgart/Ludwigsburg. Nach einer Spielzeit ging er zum ambitionierten Verein Alba Berlin und bestritt seine ersten beiden Einsätze in der deutschen Herren-Nationalmannschaft. Die Berliner gewannen unter dem früheren Bundestrainer Svetislav Pešić, der mit der Herren-Nationalmannschaft bei der EM 1993 den ersten Titelgewinn gefeiert hatte, auch den ersten internationalen Titelgewinn einer deutschen Vereinsmannschaft im Korać-Cup 1995.
Braun wechselte anschließend und ging 1995 zum Erstliga-Aufsteiger SG Braunschweig, für die er die folgenden drei Spielzeiten absolvierte. In dieser Zeit zog man zweimal in die Play-offs um die Deutsche Meisterschaft ein, in denen man jeweils in der ersten Runde ausschied. In der Sommerpause 1998 bestritt Braun weitere sechs Einsätze in der Nationalmannschaft und wechselte anschließend zum Ligakonkurrenten Telekom Baskets Bonn. In der Endspielserie um die deutsche Meisterschaft im Spieljahr 1998/99 unterlag man seinem ehemaligen Verein Berlin nur knapp in fünf Spielen, während man im Jahr darauf in der Halbfinalserie in drei Spielen dem neuen Serienmeister klar unterlegen war.
Zur Saison 2000/01 wechselte Braun erstmals ins Ausland nach Italien zu Müller Scaligera Basket aus Verona, wo bereits der gebürtige Hannoveraner David Arigbabu seit einer Spielzeit unter Vertrag stand. Braun bat jedoch nach einem Einsatz um Auflösung des Vertrages und wechselte im Dezember zu Brandt Hagen, wo der frühere Leverkusener Meistertrainer Dirk Bauermann das Traineramt übernommen hatte. Die personell völlig umgebaute Mannschaft sicherte erst nach einer Qualifikationsrunde den Klassenerhalt in der Bundesliga. Braun ging mit Trainer Bauermann nach Athen in die griechische A1 Ethniki zu AO Dafni. Bauermann wurde bereits nach vier Meisterschaftsspielen entlassen, während Braun sich nach dem dritten Spieltag eine schwere Fußverletzung zugezogen hatte und diese Saison für ihn damit beendet war. Diese Verletzung beendete auch sein zweites Auslandsengagement frühzeitig und sorgte dafür, dass sich Braun verstärkt um seine berufliche Zukunft kümmerte. Er begann 2003 ein Studium im Fach Betriebswirtschaftslehre.
Anfang 2003 beging Braun seine Rückkehr beim ambitionierten Zweitligisten TSV Quakenbrück, der den Aufstieg in die höchste Spielklasse erreichten wollte. Nach einer Saison ohne Niederlage stiegen die Artländer 2003 in die höchste Spielklasse auf. Braun konzentrierte sich nun auf sein Studium. Zum Jahreswechsel 2003/04 ging er in die zweite Liga und unterzeichnete einen Vertrag bei den Erdgas Baskets Jena. Bei den Thüringern unter Trainer Frank Menz, Anfang der Neunziger ebenfalls bei Alba Berlin tätig, blieb er in den folgenden zweieinhalb Spielzeiten und scheiterte als einer der besten deutschen Spieler in der 2. Bundesliga-Saison 2005/06 als Tabellenzweiter nur knapp am Aufstieg in die höchste Spielklasse. 2007 schloss Braun sein Studium der Betriebswirtschaftslehre ab, wechselte aus beruflichen Gründen noch einmal den Verein und schloss sich in Sachsen dem Ligakonkurrenten BV Chemnitz an. Die letzte Spielzeit der regional gestaffelten 2. Basketball-Bundesliga 2006/07 war auch Brauns letztes Jahr als Spieler, in dem er mit den Chemnitzern einen fünften Platz belegte.
Zur Spielzeit 2007/08 wurde Braun als Sportdirektor und Geschäftsführer bei seinem ehemaligen Verein aus Braunschweig vorgestellt, der als NewYorker Phantoms in der höchsten Spielklasse spielte. Brauns Tätigkeitsfelder bei den NewYorker Phantoms umfassten den Sport, Vermarktung, Öffentlichkeitsarbeit und Werbung. Braunschweigs Trainer zu diesem Zeitpunkt war Emir Mutapčić. Die Arbeit des ehemaligen Berliner Trainers zeigte jedoch in Braunschweig nicht den gewünschten Erfolg in Form von Play-off-Teilnahmen. So verlängerte man 2009 den ausgelaufenen Trainervertrag nicht und Braun holte aus der polnischen Liga Sebastian Machowski, der ebenfalls 1995 im Kader von Alba Berlin gestanden hatte und 2004 kurzzeitig mit Braun in Jena gespielt hatte.
Mit Machowski gelang auf Anhieb 2010 die erste Play-off-Teilnahme des Braunschweiger Vereins nach sieben Jahren, in der man gleich in der ersten Runde den Titelverteidiger und Hauptrundenersten EWE Baskets Oldenburg aus dem Wettbewerb warf. Im neu formierten Pokalwettbewerb gelang 2011 ein zweiter und 2012 ein vierter Platz. Am Saisonende 2011/12 und der dritten Play-off-Teilnahme in Folge verließ Machowski den Verein und wechselte zum niedersächsischen Konkurrenten aus Oldenburg. Braun verpflichtete daraufhin für die Bundesliga-Saison 2012/13 den griechischen Trainer Kostas Flevarakis. Unter Oliver Braun wurde der Bundesligist New Yorker Phantoms von der Bundesliga zweimal als bester Nachwuchsstandort ausgezeichnet. Das Jugendkonzept brachte unter anderem die späteren NBA-Spieler Dennis Schröder und Daniel Theis hervor. Im Rahmen Schröders Wechsel in die NBA im Sommer 2013 erzielte Braun mit den Atlanta Hawks eine Einigung über eine Ablösesumme, die sich nach Abzug der Anwaltskosten auf rund 370 000 Euro belief, was eine Bestmarke im deutschen Basketball darstellte.
In Brauns Verantwortung als Geschäftsführer Marketing/Vertrieb/Kommunikation wurde ein Projekt eingeführt, das Kindern und Jugendlichen von vier bis 20 Jahren den Basketball und Sport näherbringen sollte. Nach sieben Jahren als Braunschweiger Geschäftsführer in der Bundesliga wechselte Braun im September 2014 zur Volkswagen AG in den Bereich der Sportkommunikation. Sein Aufgabenbereich umfasste unter anderem das Engagement des Unternehmens in der Fußball-Bundesliga sowie die internationale Zusammenarbeit mit den Konzernmarken im Bereich Sport.
Im Juli 2020 kehrte Braun für vier Monate interimsmäßig als Geschäftsführer und Sportdirektor zum Braunschweiger Bundesligisten zurück, der mittlerweile den Namen Basketball Löwen Braunschweig trug. Kurz nach seinem Amtsantritt wurde die jahrelang im Nachwuchsbereich bestehende Zusammenarbeit zwischen der Profimannschaft und der SG Braunschweig wiederbelebt. Er führte die Braunschweiger durch die Saisonvorbereitung und nach Auskunft der Basketball Löwen „wieder in ruhigere Fahrgewässer“, Anfang November 2020 endete seine Amtszeit, um anschließend einen Platz im Aufsichtsrat und als Vorstand der SG Braunschweig anzutreten.
Mitte 2021 wurde Braun bei Volkswagen Projektleiter der Flüchtlingshilfe des Unternehmens.

## Belege
1. ↑  Legabasket: Oliver Braun. Lega Basket Serie A, archiviert vom Original am 12. Mai 2014; abgerufen am 3. Juni 2012 (italienisch, Spielerprofil mit Statistiken aus der Saison 2000/01).
2. ↑  Das Dream-Team kommt mit Michael Jordan. Schoenen-Dunk.de, 29. Januar 2003, abgerufen am 3. Juni 2012 (Presseinfo der Düsseldorf MAGICS).
3. ↑  Tom Prager: Oliver Braun in Braunschweig. Schoenen-Dunk.de, 18. April 2007, abgerufen am 3. Juni 2012 (Interview mit Braun zur Vertragsunterschrift als Geschäftsführer).
4. ↑  Ute Berndt: Oliver Braun. In: Ute Berndt, Henning Brand, Ingo Hoffmann, Christoph Matthies (Hrsg.): Dunke-Schön. 25 Jahre 1. Bundesliga Basketball in Braunschweig. Klartext Verlag, 2015, ISBN 978-3-8375-1505-3, S. 250–253.
5. ↑  Neuer Geschäftsführer mit viel Erfahrung: Oliver Braun kehrt zurück. In: Basketball Löwen Braunschweig. 6. Juli 2000, archiviert vom Original (nicht mehr online verfügbar) am 8. Juli 2020; abgerufen am 8. Juli 2020.
6. ↑  Basketball Löwen kooperieren mit SG Junior Löwen. In: Basketball Löwen Braunschweig. 21. Juli 2020, archiviert vom Original (nicht mehr online verfügbar) am 25. Juli 2020; abgerufen am 25. Juli 2020.
7. ↑  Oliver Braun nicht mehr Geschäftsführer & Sportdirektor. In: Basketball Löwen Braunschweig. 5. November 2000, archiviert vom Original (nicht mehr online verfügbar) am 26. November 2020; abgerufen am 6. November 2020.
8. ↑  Von Anfang an | Eine Erfolgsgeschichte, auf sgbraunschweig.de
9. ↑  Eine Investition in die Zukunft. In: UNO-Flüchtlingshilfe. 21. Oktober 2022, abgerufen am 30. Juni 2024.

| Personendaten    | Personendaten                                                   |
| ---------------- | --------------------------------------------------------------- |
| NAME             | Braun, Oliver                                                   |
| KURZBESCHREIBUNG | deutscher Sportmanager und ehemaliger Basketballnationalspieler |
| GEBURTSDATUM     | 19. März 1973                                                   |
| GEBURTSORT       | Hannover, Deutschland                                           |